# Pentecost

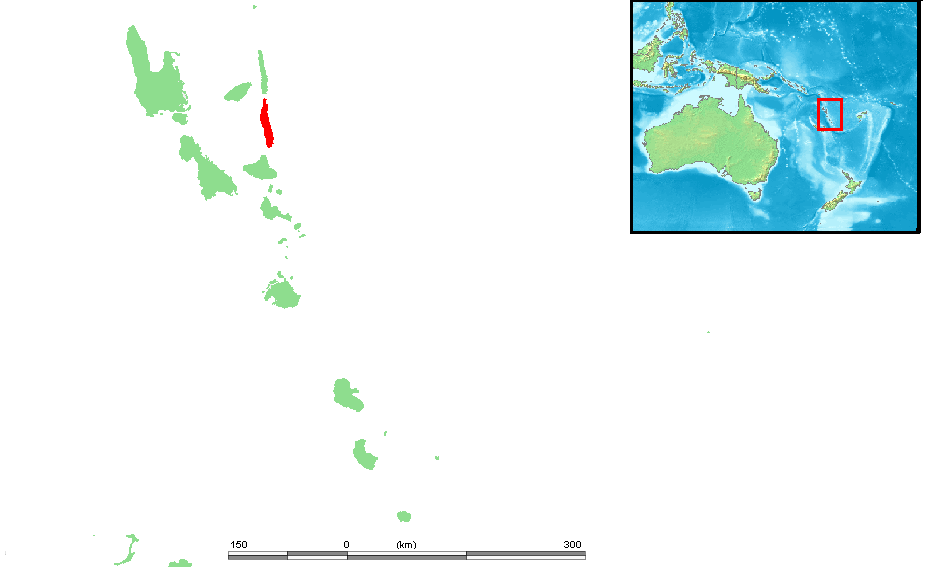
Pentecost Island

Pentecost (engelska: Pentecost Island, franska: Île de Pentecôte), tidigare Aragh, eller Raga, är en av öarna som utgör Vanuatu och ligger i sydvästra Stilla havet. Ön är vulkanisk och bergig och har en yta på cirka 438 kvadratkilometer.
Det finns inga städer på ön, bara mindre byar där invånarna lever på odling. Ön är relativt opåverkad av västerländsk kultur och de lokala traditionerna är starka. Bungyjump har sitt ursprung på ön. Gol eller nanggol är en urgammal fruktbarhetsrit där män kastar sig från torn med fötterna fastbundna i lianer.
Den fransk-mauritiske författaren och nobelpristagaren J.M.G. Le Clézio har skildrat ön och dess kultur i boken  Raga - Att nalkas den osynliga kontinenten.

## Bildgalleri

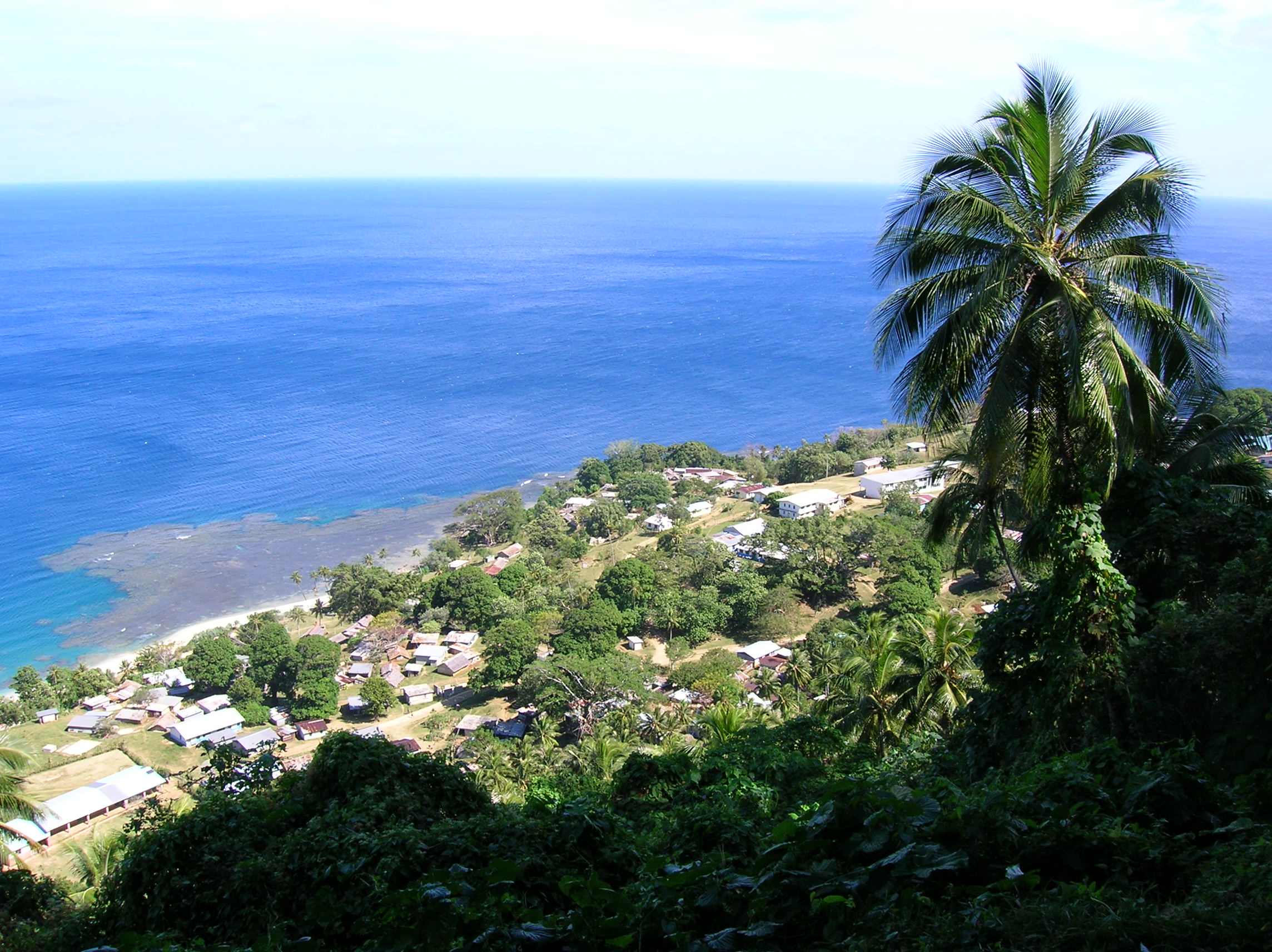
Melsisi
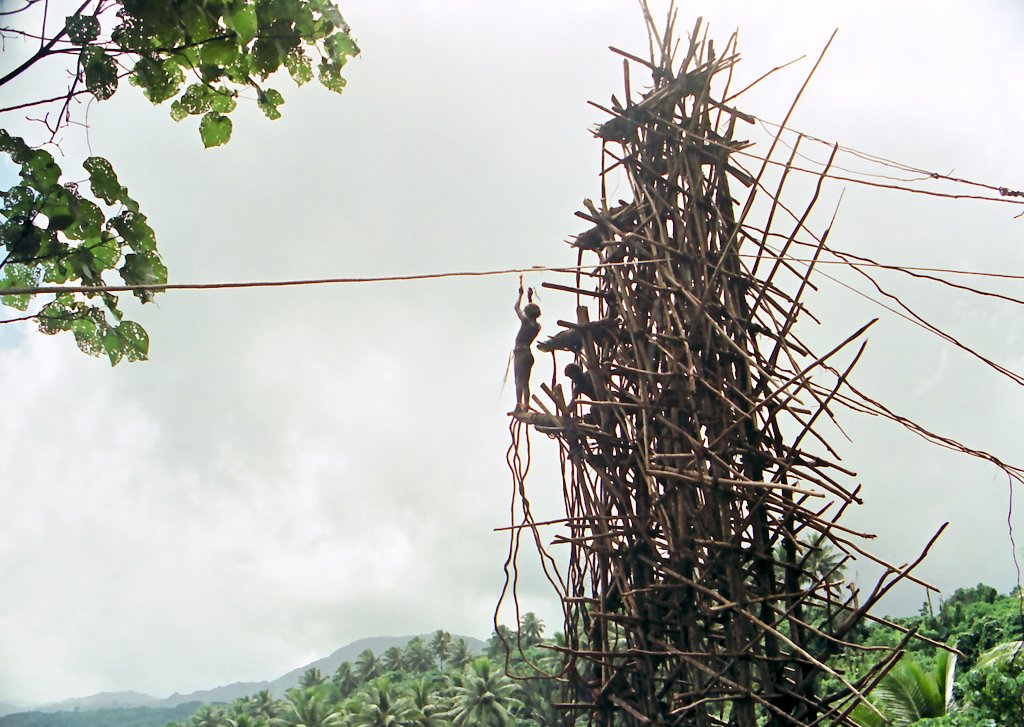
I den lokala ceremonin …
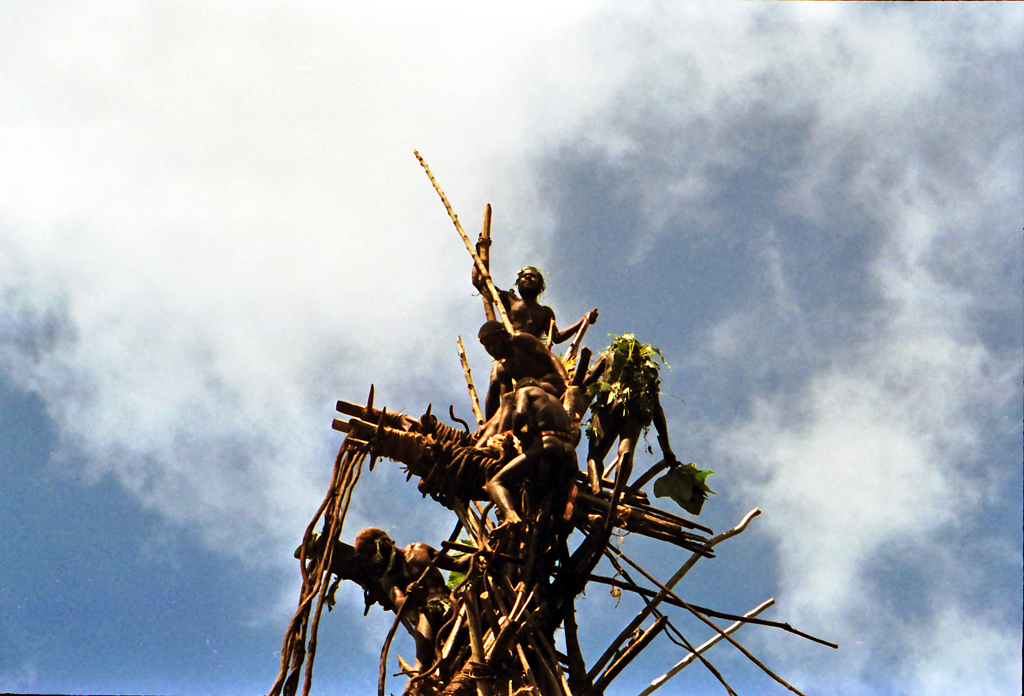
… gol (nanggol). …
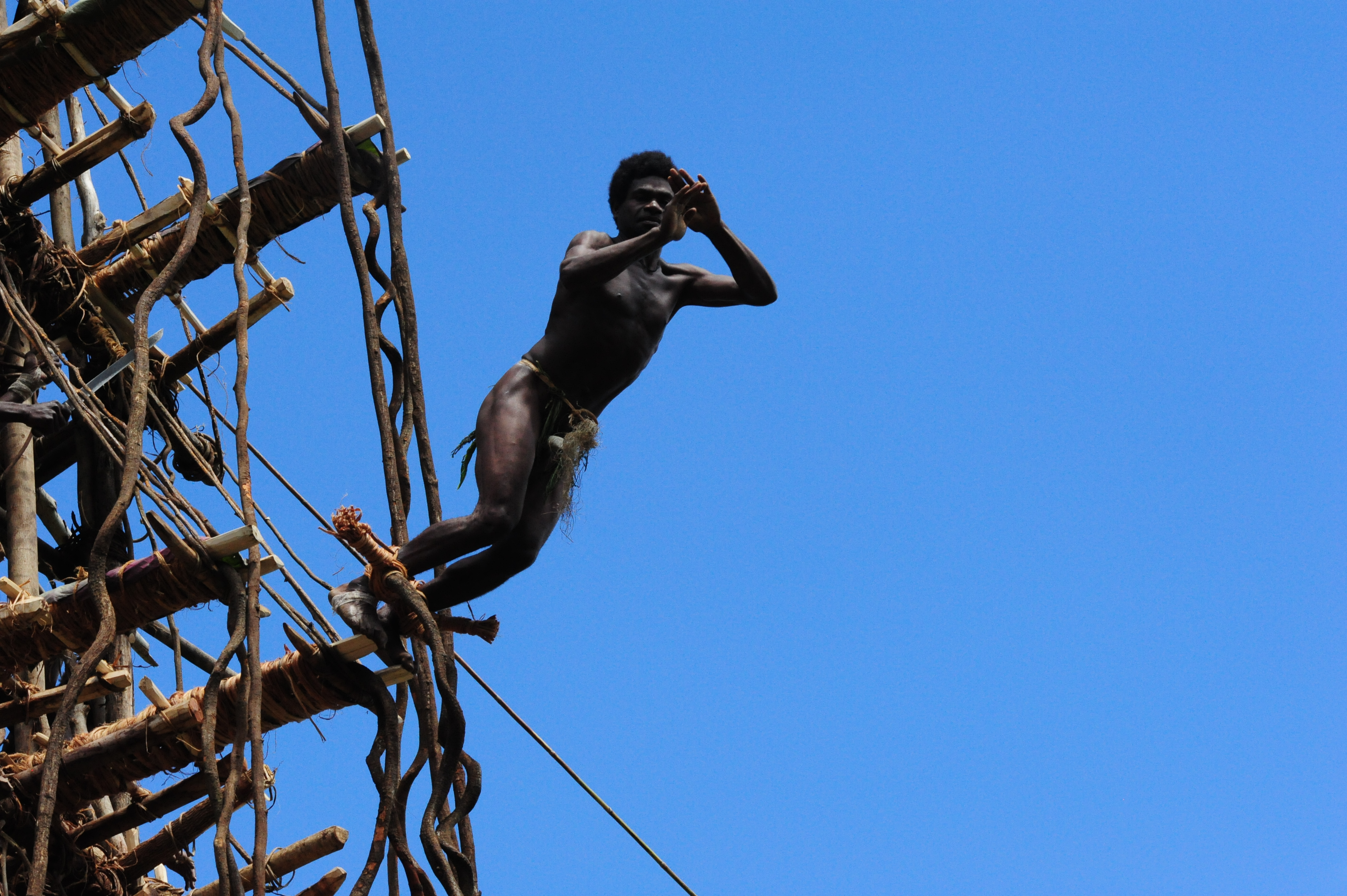
… hoppar männen …
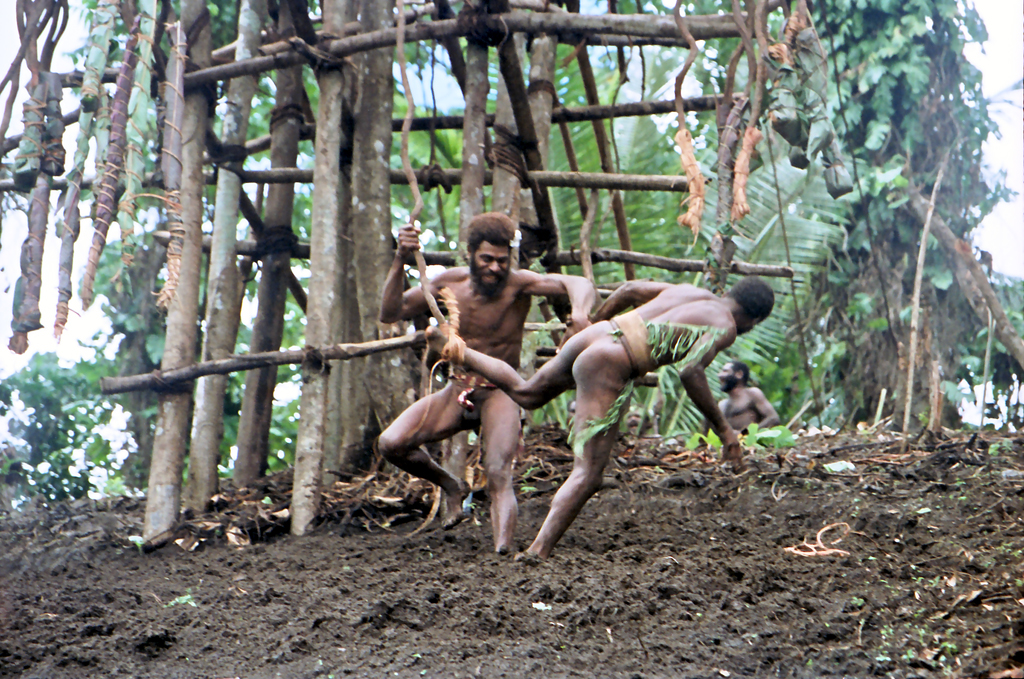
… bundna i lianer.
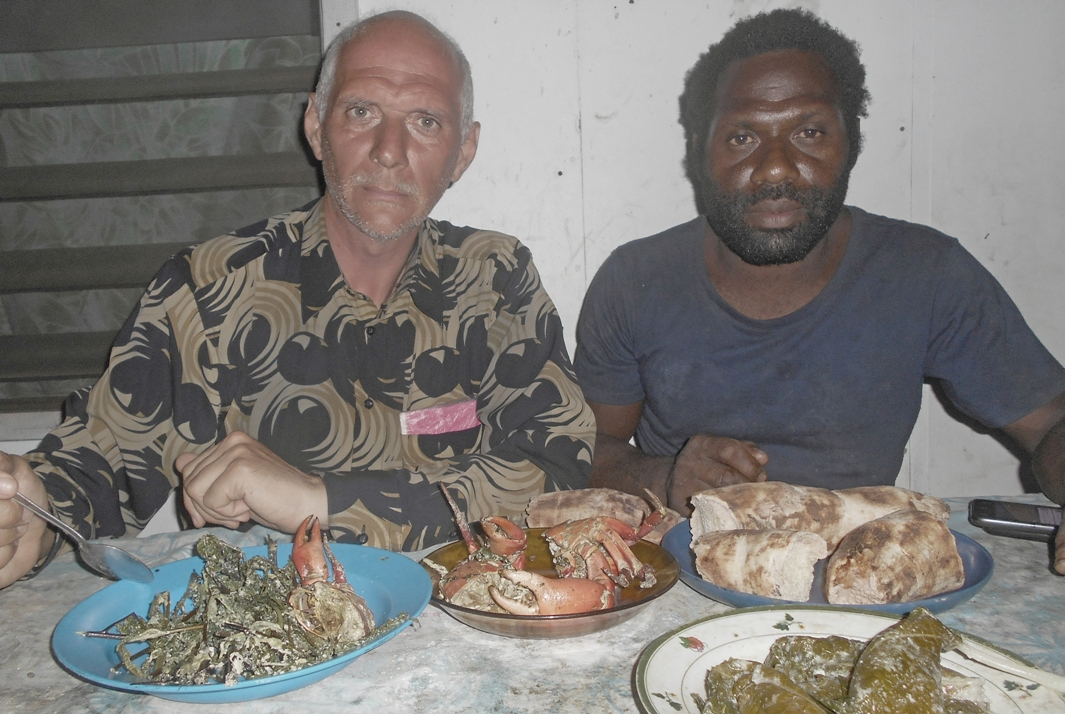
Europeiska resenären på ön Pentecost
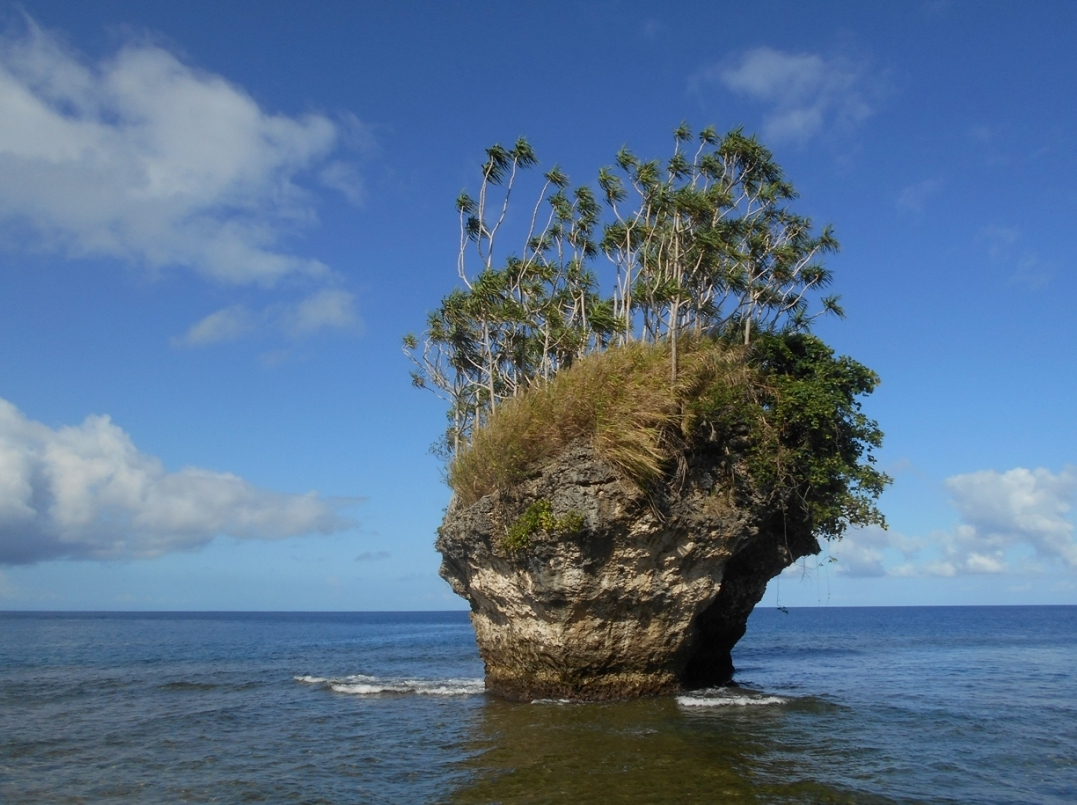
Captain Cook's Rock